# ماتيو باديلاتي
ماتيو باديلاتي (بالإنجليزية: Matteo Badilatti)‏ (و. 1992  م) هو راكب دراجة هوائية سويسري، ولد في سان موريتز.

## التعليم
تعلم في جامعة سانت غالن
.

## سجل الفوز

### سباقات أو مراحل فاز بها
| التاريخ        | السباق                     | المركز                                          |
| -------------- | -------------------------- | ----------------------------------------------- |
| 28 مايو 2017   | 2017 Tour du Jura          | التاسع في التصنيف العام                         |
| 20 مايو 2018   | طواف أين 2018              | السابع في التصنيف العام                         |
| 03 يونيو 2018  | طواف لوكسمبورغ 2018        | الخامس في تصنيف الجبال                          |
| 24 يونيو 2018  | طواف باي دو سافوا 2018     |                                                 |
| 14 يوليو 2018  | طواف النمسا 2018           | التاسع في التصنيف العام                         |
| 31 أكتوبر 2018 | طواف هاينان 2018           | الثامن في التصنيف العام                         |
| 03 مارس 2019   | طواف رواندا 2019           | الثالث في التصنيف العام، التاسع في تصنيف الجبال |
| 31 مارس 2019   | كوبي وبارتالي 2019         | العاشر في تصنيف الجبال                          |
| 28 يوليو 2019  | سباق أدرياتيكي يونيكا 2019 | الخامس في تصنيف الجبال                          |
| 18 أغسطس 2019  | طواف يوتا 2019             | العاشر في التصنيف العام                         |
| 23 فبراير 2020 | طواف أنطاليا 2020          | الثاني في تصنيف الجبال، الثامن في تصنيف النقاط  |

## روابط خارجية
- ماتيو باديلاتي على موقع الاتحاد الدولي للدراجات (الإنجليزية)
- ماتيو باديلاتي على موقع أرشيف الدراجات (الإنجليزية)
- ماتيو باديلاتي على موقع إحصائيات الدراجات الإحترافية (الإنجليزية)
- ماتيو باديلاتي على موقع نسبة الدراجات (الإنجليزية)
- ماتيو باديلاتي على موقع CycleBase (الإنجليزية)